# 大渕 (掛川市)
大渕（おおぶち）は、静岡県掛川市の大字。本項では1889年（明治22年）の町村制施行時に同区域に存在した大淵村（おおぶちむら）についても記す。

## 地理
掛川市南部に位置する。遠州灘に面し、東大谷川の流域にあたる。西で沖之須・西大渕・横須賀、東で浜野・浜野新田・大坂・下土方・上土方嶺向・今滝・上土方旦付新田と隣接する。国道150号、静岡県道69号相良大須賀線が海岸線と平行して横断、静岡県道249号掛川大東大須賀線が東大谷川沿いに縦貫している。1877年に11村が合併して成立した東大淵村の村域を引き継いでいるため、周辺の大字に比べて面積が広い。
大字としての住所表記では「大渕」と記されるが、集落としては「野賀」、「新井」、「中新井」、「岡原」、「浜」、「東大谷」、「野中」、「藤塚」、「雨垂」の9つに大別されている。掛川市の自治区としては、それぞれの集落ごとに野賀区、新井区、中新井区、岡原区、浜区、東大谷区、野中区、藤塚区、雨垂区を形成している。

### 山岳
- 小笠山 (264.4m)
- 高室山 (29.0m)
- 雨の宮の山 (25.2m)

### 河川
- 東大谷川

### 海岸
- 遠州灘

## 歴史
- 「旧高旧領取調帳」[4]の記載によると、明治初年時点で現在の大字大渕地内に藤塚村源左衛門方・藤塚村庄左衛門方・大新井村・雨垂村・中新井村・上野中村・犬待坂新田・下野中村・浜村・野賀村・岡原新田の11村が存在し、いずれも横須賀藩領であった。
- 1868年（慶応4年）
  - 5月24日 - 徳川宗家が駿河府中藩に転封。それにともない遠江国内で領地替えが行われる。
  - 9月5日 - 横須賀藩が安房花房藩に転封。府中藩の管轄となる。
- 1869年（明治2年）8月7日 - 府中藩が静岡藩に改称。
- 1871年（明治4年）
  - 7月14日 - 廃藩置県により静岡県の管轄となる。
  - 11月15日 - 第1次府県統合により浜松県の管轄となる。
- 1876年（明治9年）8月21日 - 第2次府県統合により静岡県の管轄となる。
- 1877年（明治10年） - 11村が合併して東大淵村となる。
- 1889年（明治22年）4月1日 - 町村制施行により東大淵村が単独で自治体を形成し、城東郡大淵村が発足。
- 1896年（明治29年）4月1日 - 郡制の施行により所属郡が小笠郡に変更。
- 1956年（昭和31年）6月1日 - 大淵村が横須賀町と合併して大須賀町が発足。同日大淵村廃止。大字大渕となる。
- 2005年（平成17年）4月1日 - 大須賀町が掛川市・大東町と合併し、改めて掛川市が発足。

### 祭り
大渕地域の祭りは三地区に分かれている。
- 三熊野神社
  - 東大谷（あずま組）野中（の組）岡原（お組）
- 雨垂天神社
  - 藤塚（ふ組）雨垂（う組）浜（は組）新井（あ組）中新井（な組）
- 野賀天神社
  - 野賀（の組）

### 伊勢参り
大渕村は海岸沿いの村であり船での伊勢参りが行われていた。
沿岸の部落で新造船の進水祝いや、大猟祈願のために行われた。漁船の所属の漁師が乗組み、波よけ板をつけたり帆を張り、あとは風任せの船旅＝小さな漁船で名にしおう遠州灘の荒波を乗り切るのであるから、時に思わぬ難儀危険に身をさらしたこともあったという。
- 当時参宮した船は次のようであった。
  - 新井地区（海徳丸・共進丸・青栄丸）
  - 中新井地区（隆清丸）
  - 浜地区（若吉丸・大神丸・大正丸）
  - 藤塚地区（高吉丸）
  - 雨垂地区（住吉丸）

## 政治
| 代 | 氏名       |
| -- | ---------- |
| 1  | 伊藤又八郎 |
| 2  | 赤堀武平   |
| 3  | 金原藤四郎 |
| 4  | 金原大作   |
| 5  | 進士國平   |
| 6  | 水谷長三郎 |
| 7  | 進士國平   |
| 8  | 金原藤四郎 |
| 9  | 中井小三郎 |
| 10 | 金原大作   |
| 11 | 進士國平   |
| 12 | 金原又吉   |
| 13 | 水谷伊平治 |
| 14 | 進士庄一   |
| 15 | 伊藤彦重   |
| 16 | 金原又吉   |
| 17 | 加藤政平   |
| 18 | 夏目萬四郎 |
| 19 | 松本寅吉   |
| 20 | 加藤政平   |
| 21 | 山下平吉   |
| 22 | 進士庄一   |
| 23 | 伊藤彦太郎 |
| 24 | 土屋茂太夫 |
| 25 | 金原陸奥平 |
| 26 | 山下平吉   |
| 27 | 水谷榮一   |

## 世帯数と人口
2018年（平成30年）11月30日現在の世帯数と人口は以下の通りである。
| 大字 | 世帯数    | 人口    |
| ---- | --------- | ------- |
| 大渕 | 1,220世帯 | 3,413人 |

## 小・中学校の学区
市立小・中学校に通う場合、学区は以下の通りとなる。
| 番・番地等 | 小学校             | 中学校               |
| ---------- | ------------------ | -------------------- |
| 全域       | 掛川市立大渕小学校 | 掛川市立大須賀中学校 |

## 交通

### 鉄道路線
- 静岡鉄道
  - 駿遠線（1967年廃止）
    - 野賀駅 - 野中駅

### バス
- 秋葉バスサービス
  - 秋葉中遠線
    - 大東支所－大東西野－新井－野賀－大渕小学校前－藤塚－野中西－横須賀車庫－大須賀支所－東番町－新横須賀－西田町－七軒町－石津－石津西－山崎－三輪－新岡崎－浅羽支所－袋井駅前－可睡－山梨－遠州森町

### 道路
- 国道150号
- 静岡県道69号相良大須賀線
- 静岡県道249号掛川大東大須賀線

## 施設

### 教育施設
- 掛川市立大渕小学校
- 掛川市立大渕幼稚園
- おおぶち保育園

### 公共施設
- 大渕地区センター
- 東大谷公民館
- 野中公民館
- 藤塚公民館
- 雨垂公民館
- 岡原公民館
- 浜区公民館
- 野賀公民館
- 中新井公民館
- 新井公会堂
- 掛川市大須賀歴史資料館
- 掛川市消防本部南消防署
- 掛川市消防団・第十方面・大須賀第四分団
- 掛川市南体育館「し〜すぽ」

### 神社・仏閣
- 熊野神社
- 若宮神社
- 十二社神社
- 高室神社
- 高室天神社
- 高麗神社
- 八幡宮
- 神明宮
- 雨垂天神社
- 野賀天神社
- 浜天神社
- 薬師寺（天台宗）
- 昌雲寺（曹洞宗）
- 東雲寺（曹洞宗）
- 蓮昌庵（曹洞宗）
- 江岳寺（臨済宗妙心寺派）
- 広泉寺（臨済宗妙心寺派）
- 瑞雲寺（臨済宗妙心寺派）

- 正伝庵（臨済宗妙心寺派）
- 銭瓶堂（本尊：千手観音）
- 大日堂（本尊：大日如来）

### その他
- 磐田物産
- 川口薬品
- コーニングジャパン
- 山陽色素
- 進士酒店
- 美幸工業
- フランスベッド静岡羽毛工場
- 小原建装
- 古田屋
- ダイナム

## その他

### 日本郵便
- 郵便番号 : 437-1302[2]（集配局：大須賀郵便局[6]）。

### 警察
町内の警察の管轄区域は以下の通りである。
| 番・番地等 | 警察署     | 交番・駐在所 |
| ---------- | ---------- | ------------ |
| 全域       | 掛川警察署 | 大須賀交番   |